# Leipziger Originale
Als Leipziger Originale gelten Personen, die in der Stadt Leipzig durch ihre originellen Besonderheiten, Skurrilität oder Schrullen aufgefallen sind. Darunter befinden sich bekannte Kabarettisten, Straßenmusiker, Moderatoren, Entertainer, Schausteller und Stadtführer.

## Beispiele
- Achim Ernst Brembach (1936–2018). Brembach hatte keinen Beruf. Sein Steckenpferd war es, bei Veranstaltungen uneingeladen Politikern oder Künstlern mit guten Wünschen Kerzen oder Blumen zu überreichen. So wurde er zum „Kerzenmann von Leipzig“.
- Peter Degner (1954–2020) brachte es vom Grabredner zum Event-Manager. Mit seiner Ein-Mann-Agentur holte er Weltstars zu Auftritten nach Leipzig. Breiteste Wirkung erzielte er als Erfinder und langjähriger Organisator der Classic Open auf dem Marktplatz, wobei durch Musikkonserven und Liveauftritte klassische Musik volksnah präsentiert wurde.
- Paul Fröhlich (1962–2009), der als Moderator des Leipziger Badewannenrennens am Völkerschlachtdenkmal wie auch des Seifenkistenrennens am Fockeberg bekannt wurde
- Günter Martin Hempel (* 1945) ist Kenner für die Stadtgeschichte Leipzigs insbesondere für die Freimaurerei in Leipzig. Diese bringt er dem Publikum bei Vorträgen und Stadtführungen näher. Unverwechselbar wird er dabei durch sein formvollendetes Auftreten mit Frack und Melone.
- Hans Höher (* 1939), der ein Eisverkäufer eines besonderen Schlages in den Leipziger Kinos durch seine Unterhaltungen während des Eis- oder sonstigen Verkaufes wie u. a. Popcorn ist, was schon Performance genannt werden kann
- Krause Zwieback (* 1951), der vor der „Wende“ und danach in Künstlerkreisen wegen seiner Erscheinung und der skurrilen Projekte ein Original darstellte
- Bernd-Lutz Lange (* 1944), Autor und Kabarettist, dessen sächsischer Sprachwitz in seiner Schlagfertigkeit seines Gleichen sucht
- One-Zero-Six-Nine (1945–2015), ein amerikanischer Kneipenphilosoph, der auf der Kneipenmeile in der Karl-Liebknecht-Straße wohl unverwechselbar war
- Uta Pilling (1948–2020), Musikerin, Liedermacherin und Malerin, die als Straßenmusikerin mit ihrem Akkordeon zu sehen und zu hören war
- Johann Georg Schrepfer (1738–1774) war ein Hochstapler, Zauberkünstler und Okkultist. In seinem Kaffeehaus im Barfußgäßchen (ab 1841 Zills Tunnel) täuschte er unter Verwendung  technischer Mittel vor, mit Toten in Verbindung treten zu können. Seine Geistererscheinungen fanden Anklang bis in den Dresdner Hochadel.
- Seiferts Oscar (1861–1932) war Schausteller, der mit seinem Verkaufsstand insbesondere auf der Leipziger Kleinmesse vertreten war. Seine Sprüche klopfenden Verkaufsschauen fesselten Käufer und Zuschauer. Überlebt hat ihn sein „Gindersch, gooft Gämme, ’s gomm laus’sche Zeiden!“ („Kinder, kauft Kämme, es kommen lausige Zeiten!“)
- Lene Voigt (1891–1962) war eine sächsische Mundartdichterin, die auch vor großen deutschen Klassikern nicht Halt machte und sie mit ihren unverwechselbaren sächsischen Wortwitz neu belebte. Man nannte sie auch die „sächsische Nachtigall“.